# Don't Forget (film)
Don't Forget è un film del 1924, diretto da James Parrott con Charley Chase. È un film perduto, solo 3 minuti sono disponibili.
Il film fu distribuito il 23 marzo 1924.